# Офек

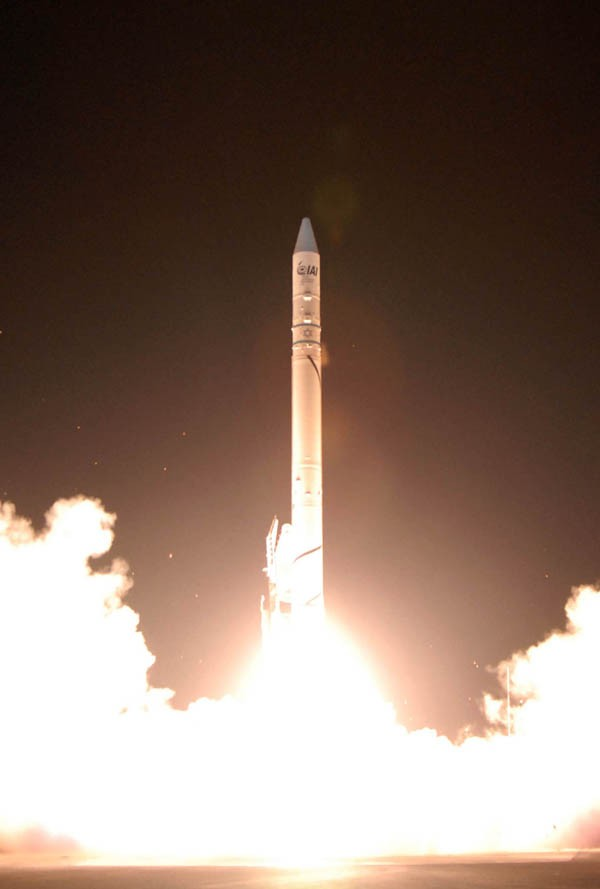
Запуск «Офек-7»

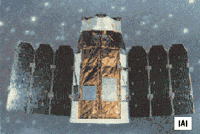
«Офек-3»

«Офек» (ивр. אופק‎ — «горизонт») — серия спутников, разработанная в Израиле концерном Israeli Aerospace Industries. Относится к разведывательным спутникам. Срок службы предположительно не превышает 1—3 лет. Запуск спутников производится с космодрома Пальмахим в западном направлении, над Средиземным морем, проливом Гибралтар и далее над Атлантикой, чтобы избежать падения отработавших ступеней ракеты-носителя в соседних с Израилем арабских странах.
Всего было построено 9 спутников, из них первые два — полноразмерные модели, не нёсшие исследовательской аппаратуры (использовались для проверки вывода космического аппарата на орбиту, солнечных батарей и техники связи).
Первый аппарат запущен 19 сентября 1988 года, обладал весом 156 кг, совершил облёт Земли на орбите с перигеем 249 км и апогеем 1149 км с наклоном около 142,9°. Это был испытательный полёт, в котором проверялась работоспособность солнечных батарей и радиосвязи с аппаратом. С запуском спутника «Офек-1» Израиль стал восьмой страной в мире, запустившей собственный спутник собственной ракетой.
Спутник «Офек-2» был запущен в 1990 году.
Первые спутники серии «Офек» не оснащались фотоаппаратурой. На «Офек-3» (запущен в 1995 году) было установлено электрооптическое устройство, предназначенное для наблюдений за поверхностью Земли. Проработав 7 лет, превысив более чем вдвое ожидаемый полётный ресурс, он прекратил своё существование в плотных слоях атмосферы.
«Офек-4» был потерян при запуске в 1998 году, на второй минуте полёта.
Спутник «Офек-5» был запущен в 2002 году. Он относится ко второму поколению данных спутников.
«Офек-6» был потерян при запуске в 2004 году.
«Офек-7» был успешно запущен 11 июня 2007 года.
«Офек-8» был запущен 21 января 2008 года из Индии, индийской ракетой-носителем PSLV (в Индии он проходил под другим названием — TecSAR).
Разведывательный спутник «Офек-9» был успешно запущен с космодрома Пальмахим вечером 22 июня 2010 года с помощью ракеты-носителя «Шавит» на пятисоткилометровую орбиту в соответствии с заранее заданными параметрами. «Офек-9» будет огибать Землю 15 раз в сутки.
Разведывательный спутник «Офек-10» запущен с космодрома Пальмахим вечером 9 апреля 2014 года с помощью трёхступенчатой ракеты-носителя «Шавит». Спутник оснащён радаром с синтезированной апертурой. Вес спутника — 380 килограмм. Время оборота вокруг Земли по эллиптической орбите — 90 минут, высота полёта — 400—600 километров.
13 сентября 2016 года спутник «Офек-11» был успешно выведен на орбиту, однако вслед за этим возникли определённые проблемы с его функционированием, которые были затем решены
Утром 6 июля 2020 года на орбиту был выведен спутник «Офек-16», про который было сообщено, что он обладает улучшеными возможностями в резолюции съёмки и слежения за объектами